# ولاية تاماوليباس
تاماوليباس (بالإسبانية: Tamaulipas)‏، واسمها رسميا ولاية تاماوليباس الحرة وذات السيادة (بالإسبانية: Estado Libre y Soberano de Tamaulipas)‏، هي إحدى ولايات المكسيك الواحدة والثلاثين. وهي مقسمة إلى 43 بلدية وعاصمتها هي مدينة سيوداد فيكتوريا، والتي سميت على غوادالوبي فيكتوريا أول رئيس للمكسيك.
تقع الولاية في شمال شرق المكسيك. وتحدها ولايات فيراكروز إلى الجنوب الشرقي، سان لويس بوتوسي في الجنوب الغربي ونويفو ليون إلى الغرب. ولها امتداد إلى الشمال من الحدود بين الولايات المتحدة والمكسيك بطول 370 كم (230 ميل) على طول ولاية تكساس. وتعرف هذه الولاية بالصراع الإقليمي بين عصابتي كارتل الخليج ولوس زيتاس.
يشتق اسم تاماوليباس من تاماهوليبا Tamaholipa، وهو مصطلح من لغة واستيك وتدل فيه البادئة «تام» على كلمة «مكان». لا يوجد اتفاق بين الباحثين على معنى كلمة «هوليبا»، ولكن التفسير الشائع هو «التلال العالية». هناك تفسير آخر للاسم الولاية هو أنه مشتق من تا ما هوليبام («المكان الذي يصطاد فيه شعب الليبان»).
وتشمل مدن الولاية الكبرى رينوسا، ماتاموروس، نويفو لاريدو، تامبيكو .

## أعلام
- فرنسيسكو خافيير جيل أورتيز
- بيبي أريزميندي
- أوريليو كانو فلوريس
- جيمس دي لا روزا
- لويس ألونسو ميخيا غارسيا